# Ясиново (Одесская область)
Ясиново (укр. Ясинове) — село, относится к Подольскому району Одесской области Украины.
Население по переписи 2001 года составляло 29 человек. Почтовый индекс — 66333. Телефонный код — 4862. Занимает площадь 0,23 км². Код КОАТУУ — 5122986405.

## Местный совет
66333, Одесская обл., Подольский р-н, с. Станиславка